# Michif
Michif (též Mitchif, Mechif, Michif-Cree, Métif, Métchif a Francouzská kríjština) je smíšený jazyk, kterým mluví míšenci Indiánů a Francouzů na území Kanady a v malé části USA. Vznikl smísením francouzštiny a kríjštiny. Kromě toho byl jazyk ještě ovlivněn angličtinou a dalším indiánskými jazyky.

## Složení jazyka
- Podstatná jména, z 83-94% francouzská, zbytek indiánská a anglická.[4]
- Slovesa, z 88-99% kríjská
- Tázací slova jsou kríjského původu
- Osobní zájmena jsou kríjská
- Koncovky jsou kríjského původu
- Předpony jsou francouzského původu
- Spojky, z 55% kríjského původu, z 40% francouzského původu
- Číslovky jsou francouzského původu
- Ukazovací zájmena jsou kríjského původu

## Ukázka michifu

### Otče náš
| michif        | Toñ Periinaan, dañ li syel kayaayeen kiichitwaawan toñ noo. Kiiya kaaniikaanishtaman peetoteiie kaandaweetaman taatochiikateew ota dañ la ter taapishkoch dañ li syel. Miinaan anoch moñ paeñiinaan poneeiiminaan kamachitotamaak, niishtanaan nkaponeemaanaanik anikee kaakiimaiitotaakoyaakuk kayakochii'inaan, maaka pashpii'inaan aayik ochi maachiishiiweepishiwin. Answichil. |
| francouzština | Notre Père, qui est aux cieux, Que ton nom soit sanctifié, Que ton règne vienne, Que ta volonté soit faite Sur la terre comme au ciel. Donne-nous aujourd’hui notre pain de ce jour Pardonne-nous nos offenses, Comme nous pardonnons aussi à ceux qui nous ont offensés, Et ne nous soumets pas à la tentation, Mais délivre-nous du mal. Amen.                                    |
| čeština       | Otče náš, jenž jsi na nebesích, posvěť se jméno tvé, přijď království tvé, buď vůle tvá jako v nebi, tak i na zemi. Chléb náš vezdejší dej nám dnes a odpusť nám naše viny, jakož i my odpouštíme našim viníkům a neuveď nás v pokušení, ale zbav nás od zlého. Amen. |